# Pisidium obtusale
Pisidium obtusale е вид мида от семейство Sphaeriidae.

## Разпространение
Видът е разпространен в Австрия, Албания, Беларус, Белгия, Босна и Херцеговина, България, Германия, Грузия, Гърция, Дания, Естония, Ирландия, Испания, Италия, Канада (Албърта, Британска Колумбия, Квебек, Лабрадор, Манитоба, Нова Скотия, Нунавут, Ню Брънзуик, Нюфаундленд, Онтарио, Остров Принц Едуард, Саскачеван, Северозападни територии и Юкон), Латвия, Литва, Лихтенщайн, Люксембург, Молдова, Монако, Нидерландия, Норвегия, Полша, Португалия, Северна Македония, Румъния, Русия (Алтай, Амурска област, Бурятия, Дагестан, Западен Сибир, Ингушетия, Иркутск, Кабардино-Балкария, Калининград, Камчатка, Чечня и Читинска област), Сан Марино, САЩ (Айдахо, Айова, Алабама, Алеутски острови, Аляска, Аризона, Арканзас, Вашингтон, Вашингтон, Вирджиния, Върмонт, Делауеър, Джорджия, Западна Вирджиния, Илинойс, Индиана, Калифорния, Канзас, Кентъки, Колорадо, Кънектикът, Луизиана, Масачузетс, Мейн, Мериленд, Минесота, Мисисипи, Мисури, Мичиган, Монтана, Небраска, Невада, Ню Джърси, Ню Йорк, Ню Мексико, Ню Хампшър, Оклахома, Орегон, Охайо, Пенсилвания, Род Айлънд, Северна Дакота, Северна Каролина, Тексас, Тенеси, Уайоминг, Уисконсин, Флорида, Хавайски острови, Южна Дакота, Южна Каролина и Юта), Словакия, Словения, Сърбия (Косово), Украйна, Унгария, Финландия, Франция, Хърватия, Черна гора, Чехия, Швейцария и Швеция.